# 存耕堂
存耕堂，位于中国福建省上杭县中都镇罗溪村，清初始建，屡经修建。占地面积13000万平方米，夯土为墙，墙厚1.5米，抬梁结构，正堂面宽3间，前后3厅。布局为石坪、中大门、前厅、中厅、后厅楼房，廊屋与主房连成一体，有房舍160间。厅与厢房之间以天井相隔成“九厅十八井”，各走廊相通称为“穿心走马楼”。2009年11月16日公布为第七批福建省文物保护单位。